# Anna Leszczyńska (1924–2018)
Anna Leszczyńska (ur. 6 maja 1924 w Durniakowcach k. Starej Uszycy, zm. 24 lipca 2018) – polska działaczka turystyczna, przewodnik PTTK, żołnierz Armii Krajowej.

## Życiorys
W latach 1927–1931 została wraz z rodziną zesłana na Syberię w rejon Biełogorska. Do Polski powróciła wraz z matką w 1932 roku w ramach wymiany więźniów wojskowych i politycznych, zamieszkując w Horodence. Od 1937 roku uczęszczała do gimnazjum w Równem, którą to naukę przerwał wybuch II wojny światowej. Od 1943 roku była członkinią Armii Krajowej (ps. Nula), służąc jako łączniczka i sanitariuszka. Uczestniczyła w Akcji „Burza”, była aresztowana i torturowana przez Gestapo.
Po zakończeniu działań wojennych podjęła pracę w Wytwórni Sprzętu Komunikacyjnego w Rzeszowie. W 1958 roku ukończyła rzeszowskie I Liceum Ogólnokształcące im. ks. Stanisława Konarskiego. W latach 1961–1990 pracowała jako przewodnik kwalifikowany Polskiego Towarzystwa Turystyczno-Krajoznawczego w Rzeszowie, aktywnie propagując postawy patriotyczne oraz pamięć historyczną. W 1981 roku była jedną z założycielek Komisji Zakładowej NSZZ „Solidarność” w rzeszowskim PTTK, w której pełniła funkcję sekretarza. Była uczestniczką strajków ustrzycko-rzeszowskich, biorąc udział w okupacji budynku Wojewódzkiej Rady Związków Zawodowych w Rzeszowie. Po jego zakończeniu jako wolontariusz działała w NSZZ Rolników Indywidualnych „Solidarność”, prowadząc dokumentację związku. Podczas stanu wojennego brała udział w organizowaniu pomocy dla internowanych. Następnie uczestniczyła w kolportażu wydawnictw podziemnych, za co była przesłuchiwana, inwigilowana i zastraszana przez SB.
W 2004 roku została awansowana do stopnia porucznika. Brała udział w przedsięwzięciach historycznych, organizowanych w rzeszowskich szkołach. Współpracowała także z rzeszowskim Oddziałem IPN przy tworzeniu projektów edukacyjnych. Była jedną z inicjatorek powstania w Rzeszowie Pomnika Sybiraków.

## Odznaczenia i nagrody
W 1957 roku Anna Leszczyńska otrzymała tytuł „Rzeszowianki Roku”. Została odznaczona Krzyżem Oficerskim Orderu Odrodzenia Polski (2007) oraz Nagrodę Honorową Instytutu Pamięci Narodowej "Świadek Historii" (2014). W 2005 roku mianowano ją Honorowym Członkiem PTTK.